# La fiebre del heno (novela)
La fiebre del heno (Katar) es una novela policíaca con elementos de ciencia ficción del escritor polaco Stanisław Lem publicada en 1976 por Wydawnictwo Literackie (Editores Literarios). El título original polaco significa literalmente "La rinitis", refiriéndose a la rinitis alérgica o fiebre del heno.
En 1979, esta obra obtuvo un premio literario francés: el Grand Prix de Littérature Policière (Gran premio de Literatura Policíaca) a la mejor novela en lengua extranjera.
Con una base clara de novela negra en ella, esta historia es desarrollada por Lem empleando elementos ajenos a la tradición del subgénero. No sólo se consideran varios sospechosos de los crímenes, sino que también se contempla la posibilidad de que todo haya sucedido por casualidad, de manera que las leyes de la probabilidad y la teoría del caos se convierten en personajes de la historia y, en concreto, en sospechosos, procedimiento que tiñe la historia con rasgos fantacientíficos.

## Trama
Una agencia de detectives requiere los servicios de un astronauta retirado para que ayude a esclarecer unas muertes misteriosas: en un balneario de Nápoles, varias personas se han vuelto locas, al parecer, y algunas se han suicidado sin que se conozca motivo para ello; otras, también al parecer, han muerto por accidente. Todas las víctimas eran extranjeras, viajaban solas, no hablaban bien el italiano, rondaban la cincuentena, padecían alergia, habían llegado a Nápoles para beneficiarse de los efectos terapéuticos de las aguas ricas en azufre y cambiaron por completo su comportamiento antes de su muerte. Puesto que las circunstancias de cada caso presentan similitudes con los demás, se entiende que se trata de crímenes en serie mediante envenenamiento, aunque no está claro cuál es la conexión entre las víctimas, si es que hay alguna. Tanto la policía local como la Interpol consideran que no hay pistas suficientes.
El astronauta retirado, que también padece alergia, deberá reconstruir en lo posible el itinerario de una de las víctimas, pero desistirá de hacerlo tal como estaba planeado tras sobrevivir a un atentado con bomba en el aeropuerto de Roma. Decide entonces ir a París y reconstruir en Francia las circunstancias de las muertes, y tendrá lugar allí la misma cadena de acontecimientos inhabituales y de coincidencias que llevaron a las muertes en Italia: descubre el investigador que una reacción química entre determinado antialérgico y determinado restaurador de cabello, catalizada por el tiocianato resultante de la metabolización del cianógeno de las almendras, produce un psicotrópico que causa pesadillas, alucinaciones y fuertes episodios depresivos, como si se tratase de una suerte de arma química la combinación. El afectado es incapaz de controlar su comportamiento. El astronauta sufre esos efectos, pero su experiencia profesional le ayuda a sobrevivir y a resolver el caso: acaba encontrando los orígenes industriales de los reactivos y demuestra que las combinaciones químicas que se han dado al azar han conducido a las muertes en cadena.

## Sobre la novela
Lem vuelve en esta obra de 1976 al tema que ya había tratado en Filosofía de la casualidad (Filozofia przypadku, 1968) y en Vacío perfecto (Doskonała próżnia, 1971).
Como sucede en La investigación, novela anterior del mismo autor publicada en 1959, en La fiebre del heno no hay una persona concreta que sea la culpable. La obra ilustra el concepto de que los hechos tenidos como improbables en una serie experimental acaban presentándose si los experimentos son muchos, lo que es decir que cuanto mayor sea el número de interacciones tanto mayor es la probabilidad de que se den hechos que son improbables cuando el número de interacciones es muy bajo. Como se dice en el texto de la novela, la humanidad se ha vuelto tan populosa y tan hacinada que comienza a parecer estar sometida a leyes similares a las que rigen los movimientos y las interacciones de las partículas. En conceptos similares de mecánica estadística se funda la idea de la psicohistoria que maneja Isaac Asimov en su ciclo de las Fundaciones.